# Days of Being Wild
Days of Being Wild (Originaltitel: chinesisch 阿飛正傳 / 阿飞正传, Pinyin Āfēi Zhèngzhuàn, Jyutping Aa3fei1 Zing3zyun6*2, kantonesisch Ah fei jing juen) ist ein Filmdrama des Hongkonger Regisseurs Wong Kar-Wai aus dem Jahr 1990. Es ist der erste Teil einer losen Filmtrilogie über die 60er Jahre in Hongkong, die mit In the Mood for Love und 2046 fortgeführt wurde. In der Internet Movie Database wird der Film auch unter dem Titel „Die Biografie des Rowdys Afei“ geführt.

## Handlung
Die Geschichte beginnt 1960 in Hongkong. Der Frauenheld Yuddy macht sich an die schüchterne Su Li-Zhen ran, die als Kassiererin in einem Stadion arbeitet. Er gaukelt ihr eine romantische Beziehung vor, nur um sie kurz danach wieder fallen zu lassen.
Später erhält Yuddy die Nachricht, dass seine Adoptivmutter Rebecca einen Zusammenbruch hatte. Grund ist ihr neuer Liebhaber, ein wesentlich jüngerer Gigolo, der ihre Ohrringe gestohlen hat. Yuddy schlägt den Mann zusammen, verschenkt danach die Ohrringe seiner Mutter aber an die Tänzerin Leung Fung-ying, die sich selber mal Lulu mal Mimi nennt. Die beiden beginnen daraufhin eine Affäre. Zwischendurch verbringen sie Zeit mit Yuddys Freund Zeb. Lulu ist sich im klaren darüber, dass Zeb sich in sie verguckt hat.
Su kommt inzwischen nur schwer über die Trennung von Yuddy hinweg. Nachts begegnet sie dem Polizisten Tide auf seiner Streife und vertraut sich ihm an.
Yuddy hat einen Streit mit seiner Adoptivmutter. Sie will ihm nicht den Namen seiner wahren Mutter verraten, weil sie fürchtet, dass er sie verlässt.
Su trifft Tide mehrmals auf seiner nächtlichen Streife und bald haben die beiden ein gewisses Maß an Vertrautheit miteinander. Er sagt ihr, wenn sie mit ihm reden will, soll sie die öffentliche Telefonzelle auf seiner Route zu einer bestimmten Zeit anrufen. Doch bevor sich eine Romanze entwickeln kann, stirbt Tides Mutter. Er gibt daraufhin seinen Job auf und fährt zur See.
Yuddys Adoptivmutter hat mittlerweile einen neuen Liebhaber und plant Hongkong zu verlassen. Doch vorher verrät sie Yuddy noch, dass seine richtige Mutter auf den Philippinen lebt. Yuddy bricht dorthin auf und lässt Lulu zurück, worüber sie nicht hinweg kommt. Zeb will sie überreden mit ihm zu gehen, doch als sie sich weigert, wird er handgreiflich. Darauf fasst Lulu den Entschluss, Yuddy auf die Philippinen zu folgen.
Yuddy versucht auf den Philippinen seine Mutter zu treffen, wird aber abgewiesen. Als er nachts betrunken ausgeraubt wird, wird er überraschend von Tide, der auf den Philippinen auf Landgang ist, aufgelesen. Die beiden freunden sich an. Später will Yuddy sich illegal einen gefälschten Pass beschaffen. Als er versucht, die Gauner zu hintergehen, wird Tide in die Auseinandersetzung mit reingezogen. Die beiden fliehen in einem Zug, doch die Gangster sind auch an Bord und erschießen Yuddy.
Lulu erreicht schließlich die Philippinen. Su Li-zhen arbeitet weiter im Stadion, als sie offenbar beschließt, die Telefonzelle an Tides alter Route anzurufen. Doch niemand nimmt ab.
Der Film endet mit der Aufnahme eines jungen Mannes in einem Zimmer, der sich offenbar zum Ausgehen fertig macht.

## Produktion
Wong Kar-Wai arbeitete in den 1980ern zunächst als Drehbuchautor, unter anderem für Alan Tangs Produktionsfirma In Gear Film. Der gab ihm 1988 Gelegenheit seinen ersten Spielfilm zu inszenieren. Durch den Erfolg von As Tears Go By erhielt Wong die Möglichkeit Days of Being Wild zu inszenieren.
Der Film markiert den Beginn der langjährigen Zusammenarbeit mit dem Kameramann Christopher Doyle.
Für das Szenenbild zeichnet William Chang verantwortlich, der auch viele weitere Filme Wong Kar-Wais betreute.

## Rezeption
Obwohl der Film über ein großes Staraufgebot verfügt, viele Auszeichnungen erhielt und auch Kritiker begeisterte, fand er zunächst nur schwer ein Publikum. Bei Produktionskosten von 50 Millionen Hongkong-Dollar gilt er als Flop. Auch im Ausland stieß das Werk zunächst auf wenig Interesse. Dennoch sagte der Hongkonger Filmkritiker Shu Kei:

„Days of Being Wild ist der erste, definitive und ultimative fin de siecle Film über HK. Keiner versteht sich auf Nostalgie besser als Wong Kar-Wai, der eine verlorene Welt wiederauferstehen lässt und eine Elegie dichtet auf die unvorhersehbaren Leiden der Zukunft.“

## Synchronisation
Die Vertonung des Werks vom 1990 wird 2006 wie folgt synchronisiert:
| Figur                         | Darsteller          | Deutscher Sprecher    |
| ----------------------------- | ------------------- | --------------------- |
| Yuddy                         | Leslie Cheung       | Christian Stark       |
| Su Li-zhen                    | Maggie Cheung       | Anne Moll             |
| Tide                          | Andy Lau            | Sascha Rotermund      |
| Leung Fung-ying / Lulu / Mimi | Carina Lau          | Kristina von Weltzien |
| Zeb                           | Jacky Cheung        | Asad Schwarz          |
| Rebecca                       | Rebecca Pan         | Angela Stresemann     |
| Chow Mo-wan a                 | Tony Leung Chiu-wai | N. N.                 |

Fußnote

## Auszeichnungen
Bei den 10. Hongkong Film Awards erhielt der Film fünf Auszeichnungen in den Kategorien Bester Film, Beste Regie (Wong Kar Wai), Bester Hauptdarsteller (Leslie Cheung) Beste Cinematographie (Christopher Doyle), Bestes Szenenbild (William Chang Suk Ping).

## Bezüge zu anderen Filmen Wong Kar-Wais
Zusammen mit In The Mood For Love und 2046 bildet Days of Being Wild eine lose zusammenhängende 60er Jahre Trilogie, die informell auch als Love-Trilogie bezeichnet wird. Mehrere Schauspieler aus Days of Being Wild tauchen auch in In the Mood for Love und/oder 2046 wieder auf, obwohl nicht immer klar ist, ob sie auch dieselbe Figur verkörpern:
- Maggie Cheung spielt in In The Mood For Love eine Figur, die ebenfalls Su Li-Zhen heißt. Der Film spielt zwei Jahre nach Days of Being Wild. Obwohl sich beide Figuren äußerlich stark voneinander unterscheiden, könnte es sich um dieselbe Person handeln.
- Die Geschichte der Tänzerin Leung Fung-ying/Lulu/Mimi, die Yuddy auf die Philippinen folgt, wird in 2046 weiter erzählt. Tony Leungs Charakter Chow Mo-wan begegnet ihr nach seiner Rückkehr nach Hongkong. Sie lässt die Geschehnisse aus Days of Being Wild Revue passieren. Später wird sie von ihrem eifersüchtigen Freund ermordet. Lulu wird erneut von Carina Lau gespielt. In einem Making of zu den Dreharbeiten von 2046 (Leaving for 2046, erschienen auf dem DVD und Blu-ray Release des Films) erwähnt Lau, dass es sich bei dem Mörder von Lulu um Jacky Cheungs Charakter Zeb aus Days of Being Wild handeln soll[9]. In 2046 wird ihr Mörder jedoch von Chang Chen gespielt. Chen ist nur einmal kurz auf einem Foto zu erkennen. Wie auch immer, in der finalen Schnittfassung von 2046 werden keine Implikationen gegeben, dass es sich bei Lulus Mörder um Zeb handelt.
- Tony Leung Chiu-wai taucht am Ende von Days of Being Wild in einer zusammenhanglosen Szene auf. Er macht sich offenbar zum Ausgehen fertig. Als er das Zimmer verlässt, endet der Film. Ursprünglich sollte das Ende auf eine nicht realisierte Fortsetzung hindeuten. Mitunter wird es aber auch als der erste Auftritt des Chow Mo-wan-Charakters aus In The Mood For Love gesehen, der 10 Jahre später entstand.[Anm. 2][10][11]